# Nordavind
Nordavind – jedyny album studyjny norweskiej grupy Storm; składają się na niego adaptacje tradycyjnych skandynawskich pieśni ludowych.

## Lista utworów
1. "Innferd" - 1:35
2. "Mellom bakkar og berg" - 2:43
3. "Haavard Hedde" - 3:19
4. "Villeman" - 2:14
5. "Nagellstev" - 1:03
6. "Oppi fjellet" - 4:02
7. "Langt Borti Lia" - 7:15
8. "Lokk" - 0:53
9. "Noregsgard" - 8:13
10. "Utferd" - 1:58

## Twórcy
- Gylve "Fenriz" Nagell - śpiew (utwory 2-5, 7, 9), instrumenty perkusyjne
- Sigurd "Satyr" Wongraven - gitara elektryczna, gitara basowa, śpiew (utwory 2, 4, 6, 7, 9)
- Kari Rueslåtten - śpiew (utwory 2, 4, 7-9)